# 姚铎 (明朝宦官)
姚铎（？年—1464年），明英宗时期的都知监太监。

## 生平
洪武年间，进入宫廷，侍奉明太祖朱元璋。
建文四年，守金陵，升奉御。
永乐十二年，随明成祖二征漠北，因功授予都知监监丞。
永乐二十二年，随明成祖五征漠北。
宣德年间，为明宣宗的近侍，升都知监少监。
正统年间，都知监太监。
天顺八年，去世。

## 亲属
- 姚贵（长子）
- 姚福（次子）